# Boothapandi
Boothapandi (o Boothapandy) è una suddivisione dell'India, classificata come town panchayat, di 14.721 abitanti, situata nel distretto di Kanyakumari, nello stato federato del Tamil Nadu. In base al numero di abitanti la città rientra nella classe IV (da 10.000 a 19.999 persone).

## Geografia fisica
La città è situata a 08° 16' 45 N e 77° 26' 37 E.

## Società

### Evoluzione demografica
Al censimento del 2001 la popolazione di Boothapandi assommava a 14.721 persone, delle quali 7.298 maschi e 7.423 femmine. I bambini di età inferiore o uguale ai sei anni assommavano a 1.382, dei quali 687 maschi e 695 femmine. Infine, coloro che erano in grado di saper almeno leggere e scrivere erano 12.003, dei quali 6.129 maschi e 5.874 femmine.